# Parallelia arcifera
Parallelia arcifera är en fjärilsart som beskrevs av Druce 1912. Parallelia arcifera ingår i släktet Parallelia och familjen nattflyn. Inga underarter finns listade i Catalogue of Life.